# Sławięcice (gromada)
Sławięcice – dawna gromada, czyli najmniejsza jednostka podziału terytorialnego Polskiej Rzeczypospolitej Ludowej w latach 1954–1972.
Gromady, z gromadzkimi radami narodowymi (GRN) jako organami władzy najniższego stopnia na wsi, funkcjonowały od reformy reorganizującej administrację wiejską przeprowadzonej jesienią 1954 do momentu ich zniesienia z dniem 1 stycznia 1973, tym samym wypierając organizację gminną w latach 1954–1972.
Gromadę Sławięcice z siedzibą GRN w Sławięcicach (obecnie w granicach Kędzierzyna-Koźla) utworzono – jako jedną z 8759 gromad na obszarze Polski – w powiecie kozielskim w woj. opolskim, na mocy uchwały nr VII/22/54 WRN w Opolu z dnia 4 października 1954. W skład jednostki wszedł obszar dotychczasowej gromady Sławięcice ze zniesionej gminy Blachownia Śląska w tymże powiecie. Dla gromady ustalono 21 członków gromadzkiej rady narodowej.
Gromadę Sławięcice zniesiono 31 grudnia 1959 w związku z nadaniem jej statusu osiedla.
1 stycznia 1973 Sławięcice otrzymała prawa miejskie. Tego samego dnia w powiecie kozielskim utworzono gminę Sławięcice, odrębną od miasta Sławięcice. 30 października 1975 gmina została zniesiona, a jej obszar (łącznie z miastem Sławięcice) przyłączono do Kędzierzyna, po paru dniach przemianowanego na Kędzierzyn-Koźle.